# Roger Lemy
Rodrigo De León Corona, más conocido como Roger Lemy (Monterrey, Nuevo León; 3 de enero de 1992) es un futbolista mexicano que juega en la posición de medio, en el club Atlas de la Primera División de México.
A pesar de su corta edad esta joven promesa del fútbol azteca ha mostrado tener grandes cualidades, al ser un jugador encarador, con técnica individual, toque de pelota y mostrar tener un potente tiro de larga distancia. Ha disputado apenas la cantidad de 8 encuentros en su carrera profesional, siendo titular en 5 de ellos. Hizo su debut en el Apertura 2009 con tan solo 17 años de edad en un partido contra Morelia en la fecha 3 del Apertura 2009  jugando 30 minutos, siendo suficientes para atraer la mirada de todos los espectadores donde logró poner 2 asistencias, donde el marcador fue de 3-0 a favor de los zorros.  Debido a una lesión que sufrió en un partido contra Cruz Azul en la fecha 11 del Apertura 2009 la joven promesa del atlas se perdió el resto de la temporada. 

## Clubes
| Club                      | País   | Año             | Goles |
| ------------------------- | ------ | --------------- | ----- |
| Atlas                     | México | 2009 - 2010     | 4     |
| Club de fútbol Toros Lemy | México | 2010 - Presente | 18    |

Estadística Mediotiempo (enlace roto disponible en Internet Archive; véase el historial, la primera versión y la última).
- Datos: Q6111040